# Kikuko, prinsessan Takamatsu
Kikuko, prinsessan Takamatsu, född Kikuko Tokugawa 1911, död 2004, var en japansk prinsessa. Hon var svärdotter till kejsar Hirohito och kejsarinnan Nagako av Japan. 

## Biografi
Kikuko Tokugawa tillhörde en sidogren av kejsarhuset med arvsrätt till tronen. Hon studerade vid Gakushuin och trolovades vid arton års ålder. Vigseln med Nobuhito, prins Takamatsu ägde rum år 1930. Äktenskapet var barnlöst. 1930 företog paret en officiell världsturné, där deras besök i USA och Storbritannien blev särskilt uppmärksammat. Sedan hennes mor avled i cancer 1933 blev Kikuko engagerad i cancerforskningen och deltog i insamlingar till denna i Japan; 1968 bildade hon en egen fond för det ändamålet. 
Kikuko lät 1995 överlämna sin makes dagbok till en tidning. Ur den framgick att hennes make hade motsatt sig annekteringen av Manchuriet 1931 och anfallet på Kina 1937 liksom kriget med USA 1941. Kikuko deltog i debatten till stöd för kvinnlig tronföljd 2002.